# Torkamān (ort i Västazarbaijan)
Torkamān är en ort i Iran.   Den ligger i provinsen Västazarbaijan, i den nordvästra delen av landet, 600 km väster om huvudstaden Teheran. Torkamān ligger 1 274 meter över havet och antalet invånare är 333. Den ligger vid sjön Lake Urmia.
Terrängen runt Torkamān är mycket platt.  Trakten runt Torkamān är nära nog obefolkad, med mindre än två invånare per kvadratkilometer. Närmaste större samhälle är Kashtībān, 12,0 km norr om Torkamān. 